# Live in Paris 05
Live in Paris 05 è il nono album (il primo live) della cantante italiana Laura Pausini pubblicato il 25 novembre 2005.

## Descrizione
L'album viene registrato durante i concerti tenuti da Laura Pausini al teatro Le Zénith de Paris di Parigi il 22 e il 23 marzo 2005 e al Wiltern Theater di Los Angeles il 22 aprile 2005, tappe del World Tour 2005.
Il CD contiene 16 dei brani più importanti della carriera, alcuni dei quali vengono eseguiti in lingua spagnola o in portoghese. La traccia conclusiva dell'album è una versione unplugged di Víveme, registrata al Wiltern Theater di Los Angeles.
Per promuovere l'album vengono scelti e pubblicati come singoli La prospettiva di me, trasmesso in radio dal 4 novembre 2005 e Il tuo nome in maiuscolo, estratto solo in Francia e provenienti da Resta in ascolto.
Il concerto tenutosi al teatro Le Zénith de Paris di Parigi, da cui è tratto il DVD, viene poi trasmesso l'11 dicembre 2005 e il 17 giugno 2006 su Italia 1.

## Edizioni

### Live in Paris 05(CD)+(DVD)
L'edizione è un cofanetto cartonato composto da:
- CD Live in Paris 05
- DVD che contiene parte del concerto e contenuti extras.

Tracce CD
- CD+DVD: 5051011122620 - 0825646286324

1. Gente (Live) – 5:11 (testo: Cheope, Marco Marati – musica: Angelo Valsiglio)
2. Un'emergenza d'amore (Live) – 4:08 (testo: Laura Pausini, Cheope, Massimo Pacciani – musica: Eric Buffat)
3. Vivimi (Live) – 3:58 (testo e musica: Biagio Antonacci)
4. La solitudine (Live) – 4:43 (testo: Federico Cavalli, Pietro Cremonesi – musica: Angelo Valsiglio, Pietro Cremonesi)
5. Se fue (Live) – 6:27 (testo: Federico Cavalli, Pietro Cremonesi – adatt. spagnolo: Badia – musica: Angelo Valsiglio, Pietro Cremonesi)
6. Strani amori (Live) – 2:15 (testo: Cheope, Marco Marati, Francesco Tanini – musica: Angelo Valsiglio, Roberto Buti)
7. Escucha atento (Live) – 3:37 (testo: Laura Pausini, Cheope – adatt. spagnolo: Badia – musica: Daniel Vuletic)
8. La prospettiva di me (Live) – 3:15 (testo: Laura Pausini, Cheope – musica: Daniel Vuletic)
9. Medley (Live) – 9:55
10. Tra te e il mare (Live) – 4:38 (testo e musica: Biagio Antonacci)
11. In assenza di te (Live) – 4:43 (testo: Laura Pausini, Cheope – musica: Antonio Galbiati)
12. Incancellabile (Live) – 3:48 (testo: Cheope – musica: Giuseppe Carella, Fabrizio Baldoni, Gino De Stefani)
13. Surrender (Live) – 4:45 (testo e musica: Dane de Viller, Sean Hosein, Steven Smith, Anthony Anderson)
14. E ritorno da te (Live) – 4:26 (testo: Laura Pausini, Cheope – musica: Daniel Vuletic)
15. Le cose che vivi (Live) – 7:21 (testo: Cheope, Fabrizio Pausini – musica: Giuseppe Carella, Fabrizio Baldoni, Gino De Stefani)
16. Víveme – 4:44 (testo e musica: Biagio Antonacci – adatt. spagnolo: Badia) – (Versione unplugged registrata nel camerino del Wilthern Theater a Los Angeles)

Durata totale: 77:54
Tracce DVD
1. Gente (Video live) – 5:11 (testo: Cheope, Marco Marati – musica: Angelo Valsiglio)
2. Un'emergenza d'amore (Video live) – 4:08 (testo: Laura Pausini, Cheope, Massimo Pacciani – musica: Eric Buffat)
3. Vivimi (Video live) – 3:58 (testo e musica: Biagio Antonacci)
4. Mi abbandono a te (Video live) – 4:42 (testo e musica: Madonna, Laura Pausini, Rick Nowels)
5. La solitudine (Video live) – 4:43 (testo: Federico Cavalli, Pietro Cremonesi – musica: Angelo Valsiglio, Pietro Cremonesi)
6. Benedetta passione (Video live) – 4:12 (testo: Vasco Rossi – musica: Gaetano Curreri, Saverio Grandi)
7. Non c'è (Video live) – 4:38 (testo: Federico Cavalli, Pietro Cremonesi – musica: Angelo Valsiglio, Pietro Cremonesi)
8. Medley (Video live) – 15:30
9. Resta in ascolto (Video live) – 3:30 (testo: Laura Pausini, Cheope – musica: Daniel Vuletic)
10. La prospettiva di me (Video live) – 3:15 (testo: Laura Pausini, Cheope – musica: Daniel Vuletic)
11. Come se non fosse stato mai amore (Video live) – 3:55 (testo: Laura Pausini, Cheope – musica: Daniel Vuletic)
12. Tra te e il mare (Video live) – 4:38 (testo e musica: Biagio Antonacci)
13. In assenza di te (Video live) – 4:43 (testo: Laura Pausini, Cheope – musica: Antonio Galbiati)
14. Incancellabile (Video live) – 3:48 (testo: Cheope – musica: Giuseppe Carella, Fabrizio Baldoni, Gino De Stefani)
15. Surrender (Video live) – 4:45 (testo e musica: Dane de Viller, Sean Hosein, Steven Smith, Anthony Anderson)
16. E ritorno da te (Video live) – 4:26 (testo: Laura Pausini, Cheope – musica: Musica: Daniel Vuletic)
17. Le cose che vivi (Video live) – 7:21 (testo: Cheope, Fabrizio Pausini – musica: Giuseppe Carella, Fabrizio Baldoni, Gino De Stefani)

Extras DVD
1. Escucha atento (Video live) – 4:12 (testo: Laura Pausini, Cheope – adatt. spagnolo: Badia – musica: Daniel Vuletic)
2. Bendecida pasión (Videoclip)

Durata totale: 95:30

### Live in Paris 05(CD)
Nel 2006 viene ristampato e venduto Live in Paris 05 in versione solo CD audio. Le tracce audio sono le stesse della versione dell'anno precedente.
- CD: 5051011195822

### Live in Paris 05(2 DVD)
Nel 2006 viene pubblicato un cofanetto plastificato di Live in Paris 05 composto da 2 soli DVD, senza CD audio:
- DVD che contiene parte integrante del concerto.
- DVD che ha contenuti extra.

Tracce DVD 1
- 2 DVD: 5051011199820

1. Gente (Video live) – 5:11 (testo: Cheope, Marco Marati – musica: Angelo Valsiglio)
2. Un'emergenza d'amore (Video live) – 4:08 (testo: Laura Pausini, Cheope, Massimo Pacciani – musica: Eric Buffat)
3. Medley (Video live) – 14:41
4. Vivimi (Video live) – 3:58 (testo e musica: Biagio Antonacci)
5. Mi abbandono a te (Video live) – 4:42 (testo e musica: Madonna, Laura Pausini, Rick Nowels)
6. La solitudine (Video live) – 4:43 (testo: Federico Cavalli, Pietro Cremonesi – musica: Angelo Valsiglio, Pietro Cremonesi)
7. Benedetta passione (Video live) – 4:12 (testo: Vasco Rossi – musica: Gaetano Curreri, Saverio Grandi)
8. Non c'è (Video live) – 4:38 (testo: Federico Cavalli, Pietro Cremonesi - – musica: Angelo Valsiglio, Pietro Cremonesi)
9. Medley (Video live) – 15:30
10. Resta in ascolto (Video live) – 3:30 (testo: Laura Pausini, Cheope – musica: Daniel Vuletic)
11. La prospettiva di me (Video live) – 3:15 (testo: Laura Pausini, Cheope – musica: Daniel Vuletic)
12. Medley (Video live) – 9:55
13. Tra te e il mare (Video live) – 4:38 (testo e musica: Biagio Antonacci)
14. In assenza di te (Video live) – 4:43 (testo: Laura Pausini, Cheope – musica: Antonio Galbiati)
15. Incancellabile (Video live) – 3:48 (testo: Cheope – musica: Giuseppe Carella, Fabrizio Baldoni, Gino De Stefani)
16. Surrender (Video live) – 4:45 (testo e musica: Dane de Viller, Sean Hosein, Steven Smith, Anthony Anderson)
17. E ritorno da te (Video live) – 4:26 (testo: Laura Pausini, Cheope – musica: Daniel Vuletic)
18. Le cose che vivi (Video live) – 7:21 (testo: Cheope, Fabrizio Pausini – musica: Giuseppe Carella, Fabrizio Baldoni, Gino De Stefani)
19. Credits – 1:20

Durata totale: 109:24
Tracce DVD 2 - Extras
1. A day with Laura – 19:20
2. Arena di Verona - A backstage pass – 2:12 – (Immagini di backstage dell'Arena di Verona e immagini live montate sul brano Il tuo nome in maiuscolo)
3. Escucha atento (Video live) – 3:41
4. Escucha atento (Videoclip Remix) – 4:11
5. Bendecida pasion (Videoclip) – 4:14
6. Credits – 1:11

Durata totale: 34:49

### Differenze tra versioni DVD
DVD (2005)
Non contiene alcune tracce, presenti invece nell'edizione 2 DVD Edition del 2006:
- 3. Medley: Che bene mi fai / Fidati di me / La mia risposta / Così importante
- 12. Medley: Cuando se ama (sei que me amavas) / Mi rubi l'anima / Un amico è così / Come se non fosse stato mai amore

Al suo posto è presente solo la parte finale del Medley n.12, il brano Come se non fosse stato mai amore.
2 DVD Edition, 2006
- Il primo DVD contiene l'intero concerto senza scene tagliate.
- Il secondo DVD contiene degli extras (compresi quelli del DVD Limited Edition del 2005).

## Registrazioni
- Teatro Le Zénith de Paris, Parigi: registrazione, 22-23 marzo 2005.
- Wiltern Theatre, Los Angeles: registrazione versione unplugged di Víveme, 22 aprile 2005.
- Fonoprint, Bologna: masterizzazione.

## Crediti
- Laura Pausini: voce
- Bruno Zucchetti: pianoforte, tastiera
- Carlo Palmas: tastiera
- Paolo Carta: chitarra elettrica, chitarra acustica
- Gabriele Fersini: chitarra elettrica, chitarra acustica
- Cesare Chiodo: basso
- Alfredo Golino: batteria
- Roberta Granà: cori
- Barbara Zappamiglio: cori

## Promozione
Singoli
| Titolo                                     | Data di uscita  |
| ------------------------------------------ | --------------- |
| La prospettiva di me                       | 4 novembre 2005 |
| Il tuo nome in maiuscolo (solo in Francia) | 2006            |

Videoclip
| Titolo               | Regista          |
| -------------------- | ---------------- |
| La prospettiva di me | Gaetano Morbioli |

## Classifiche

### Classifiche settimanali
| Classifica (2005-2006) | Posizione massima |
| ---------------------- | ----------------- |
| Argentina              | 7                 |
| Belgio (Vallonia)      | 57                |
| Francia                | 68                |
| Grecia                 | 22                |
| Italia                 | 8                 |
| Svizzera               | 24                |

### Classifiche di fine anno
| Classifica (2005) | Posizione |
| ----------------- | --------- |
| Italia            | 28        |
| Classifica (2006) | Posizione |
| Italia            | 42        |